# Kanton Lapoutroie
Lapoutroie is een voormalig kanton van het Franse departement Moselle.
Het kanton maakte deel uit van het arrondissement Ribeauvillé totdat dit op 1 januari 2015 werd samengevoegd met het arrondissement Colmar tot het het arrondissement Colmar-Ribeauvillé. Op 22 maart van hetzelfde jaar werd het kanton ook opgeheven en werden de gemeenten opgenomen in het kanton Sainte-Marie-aux-Mines.

## Gemeenten
Het kanton Lapoutroie omvatte de volgende gemeenten:
- Le Bonhomme
- Fréland
- Labaroche
- Lapoutroie (hoofdplaats)
- Orbey